# Ständige Konferenz für Katastrophenvorsorge und Bevölkerungsschutz
Die Ständige Konferenz für Katastrophenvorsorge und Bevölkerungsschutz (SKK), vormals Ständige Konferenz für Katastrophenvorsorge und Katastrophenschutz (SKK), war von 1989 bis Januar 2011 ein Zusammenschluss aller in Deutschland im Bevölkerungsschutz, Zivil- und Katastrophenschutz tätigen Organisationen, Institutionen und Vereine.
Die Zusammenarbeit der Beteiligten wird in anderen Gremien der Gefahrenabwehr fortgeführt.

## Zielsetzung
Ziel der SKK war, die Katastrophenvorsorge und den Bevölkerungsschutz in Deutschland kontinuierlich zu verbessern und weiterzuentwickeln.
Als offenes und integratives Gremium förderte die SKK den Meinungsaustausch zwischen allen im Bereich der Katastrophenvorsorge und des Bevölkerungsschutzes tätigen Akteuren und förderte so die Standardisierung und Harmonisierung in diesen Bereichen.
Die SKK wirkte mit Hilfe aller Beteiligten darauf hin, die Strukturen in der Katastrophenvorsorge und im Bevölkerungsschutz so zu gestalten, dass ein ständiger Prozess der Verbesserung und Weiterentwicklung gefördert wurde.

## Vorsitz
Zum Vorsitzenden wurde vom Trägerkreis, am 1. April 2008 Karsten Ocker gewählt. Dieser hatte bis zum Ende der SKK den Vorsitz inne.

## Geschäftsführung
Die Geschäftsführung hatte seit Gründung der ASB-Bundesverband übernommen. Der Trägerkreis hatte diese im April 2007 bis zur Auflösung dem ASB unter Leitung des Geschäftsführers Harald Schottner übertragen.

## Mitwirkende
Trägerkreis waren die Vorsitzenden und Mitglieder folgender Organisationen:
- Arbeiter-Samariter-Bund
- Deutscher Feuerwehrverband
- Deutsche Lebens-Rettungs-Gesellschaft
- Deutsches Rotes Kreuz
- Malteser Hilfsdienst
- Johanniter-Unfall-Hilfe
- Verband der Arbeitsgemeinschaften der Helfer in den Regieeinheiten und -einrichtungen des Katastrophenschutzes in der Bundesrepublik Deutschland e. V. (ARKAT)

Weitere Mitwirkende der Ständigen Konferenz für Katastrophenvorsorge und Bevölkerungsschutz sowie Teilnehmer, wie Einzelpersonen, Organisationen und Institutionen, die sich im Bereich der Katastrophenvorsorge und im Bevölkerungsschutz bundesweit im Sinne der Ziele der SKK engagieren, wurden vom Trägerkreis gelegentlich eingeladen. Auch erhielten vereinzelt Experten Aufträge auf Vorschlag der Konferenz.
Weitere Gäste wurden auf Vorschlag der Träger und Teilnehmer fallweise oder permanent eingeladen.

## Teilnehmer
Teilnehmer waren unter anderem:
- Bundesministerium des Innern
- Bundesamt für Bevölkerungsschutz und Katastrophenhilfe/Akademie für Krisenmanagement, Notfallplanung und Zivilschutz
- Technisches Hilfswerk
- Innenministerien der Länder
- Ausschuss der Innenministerkonferenz für Feuerwehrangelegenheiten, Rettungswesen, Katastrophenschutz und zivile Verteidigung (AK V)
- Bundesministerium der Verteidigung
- Bundesministerium für Gesundheit
- Deutsches Komitee Katastrophenvorsorge e. V.
- Deutsche Gesellschaft für Katastrophenmedizin
- Bundesanstalt für Straßenwesen (bast)
- Deutscher Feuerwehrverband e. V.
- Deutscher Wetterdienst (DWD)
- Bundespolizei (Deutschland)
- ABDA – Bundesvereinigung Deutscher Apothekerverbände
- Bundesärztekammer
- Versicherungswirtschaft
- Havariekommando
- Deutsche Hochschule der Polizei Münster
- Hochwasserkompetenzzentrum in Köln
- Bürgerselbsthilfegruppen
- Kommunale Spitzenverbände (Deutscher Städtetag, Deutscher Landkreistag und Deutscher Städte- und Gemeindebund)
- Ständige Konferenz für den Rettungsdienst
- BDEW Bundesverband der Energie- und Wasserwirtschaft e. V.
- Robert Koch-Institut
- Katastrophenforschungsstelle Universität Kiel
- Europäische Kommission
- Fachhochschule Köln
- THW-Helfervereinigung e. V.